# Municipio de Beargrass
El municipio de Beargrass (en inglés: Beargrass Township) es un municipio ubicado en el  condado de Martin en el estado estadounidense de Carolina del Norte. En el año 2010 tenía una población de 2.065 habitantes.

## Geografía
El municipio de Beargrass se encuentra ubicado en las coordenadas 35°45′41.58″N 77°5′0.84″O / 35.7615500, -77.0835667.